# SP-276
A SP-276 é uma rodovia radial do estado de São Paulo, administrada pelo Departamento de Estradas de Rodagem do Estado de São Paulo (DER-SP).

## Denominações
Recebe as seguintes denominações em seu trajeto:
Nome:	Fausi Mansur	
- De - até:	SP-270 (Chavantes) - Irapé - Divisa Paraná
- Legislação: LEI 10.979 DE 04/12/2001

## Descrição
Principais pontos de passagem: SP 270 (Chavantes) - Irapé - Divisa PR

## Características

### Extensão
- Km Inicial: 358,045
- Km Final: 364,541

### Localidades atendidas
- Chavantes
- Irapé